# ザインドスリーナ
『ザインドスリーナ』 (XAIN'D SLEENA = SOLDIER OF LIGHT =) は、株式会社テクノスジャパンの開発により、業務用ビデオゲーム機（アーケードゲーム）向けとして稼働したビデオゲーム。販売はTAITO。

## 概要
悪の帝国軍を滅ぼすべく、同盟軍に味方する主人公の戦士「ザイン」が惑星を駆け巡るという設定のアクションシューティングゲーム。アクションパートとシューティングパートに分かれているのが特徴。
ゲーム基板の説明書には2ページに渡って詳細なストーリーが記述されていたが、当時の雑誌などでは紹介はされておらず、プレーヤーにはほとんど知られていない。当時、通常の業務用ゲーム基板の説明書は配線図と設定表のみである場合が多く、珍しいケースである。本作の世界にはゼビウス語のように第八宇宙語（ロドリー・ゼクトノート・ルード）が存在し、ザインド・スリーナとは第八宇宙語で光の戦士という意味やザインの乗る恒星間戦闘用宇宙挺スリーナ号という複数の意味があること、ザインが出撃することに至ったストーリーなどが記載されている。

## ステージ構成
ステージ数は全部で6ステージあり、1ステージあたり地上戦シーンと空中戦シーンに分かれている。
- クリーマルト・ソア
- ラグトー・ソア
- クリードス・ソア
- クォーラル・ソア
- グルド・ソア
- イウーグソア・バル・ドリスタァグ

## 移植版
| No. | タイトル                                                  | 発売日            | 対応機種                            | 開発元             | 発売元                 | メディア                                       | 型式 | 備考                                            |
| --- | --------------------------------------------------------- | ----------------- | ----------------------------------- | ------------------ | ---------------------- | ---------------------------------------------- | ---- | ----------------------------------------------- |
| 1   | テクノス ザ・ワールド くにおくん & アーケードコレクション | INT 2025年4月24日 | PlayStation 5 Nintendo Switch Steam | -                  | アークシステムワークス | ダウンロード Switch専用ゲームカード UHD BD-ROM | -    |                                                 |
| 2   | イーグレットツー ミニ アーケードコレクションPART1         | 2025年12月18日    | イーグレットツー ミニ               | 瑞起 ※本体の開発元 | タイトー               | SDカード                                       | -    | 追加SDカードに入っている10作品の1つとして収録。 |